# Illhveli
Илхвели (исландск. Illhveli — злые киты) — мифические китоподобные или полиморфные морские чудовища, будто бы обитающие в исландских водах. Агрессивны по отношению к людям. У исландцев было наложено табу на их названия, за их произнесение оставляли без пищи.

## Происхождение
Так как исландцы тесно связаны с морем, логично, что его обитатели вошли в мифы и легенды исландцев. Исландцы издревле записывали свой фольклор, поэтому сохранились в том числе россказни рыбаков о морских чудовищах. По мнению исландцев, существовали «злые» и «добрые» киты. Добрые киты спасают тонущих людей, терпящих крушение, а злые наоборот, сокрушают суда и пожирают утопающих. Добрыми китами называли финвалов и других полосатиков, а их предводителем был синий кит (steypireydur), его убийство могло повлечь за собой проклятие. Злыми считались кашалот и нарвал, а также некоторые мифические киты. Не все злые по характеру мифические киты относились к иллхвели: тролльвал не относился к илхвели. Было и наоборот: лингбакр был одним из иллхвели, но не был злым, не сокрушал суда, а большую часть времени медленно плавал у самой поверхности воды. Однако, был опасен, т. к. люди принимали его за остров, а он, почувствовав посетителей, нырял в глубину.
В философско-дидактическом сочинении «королевское зеркало» (исландск. Konungs skuggsjá), созданном во время правления Хокона IV‌‌ Хоконсона и предназначенном для его сына Магнуса ‌‌‌‌VI Законодателя, содержится ‌‌‌информация‌‌‌ ‌‌‌‌об устройстве мира, а также о ‌‌‌‌обитателях и «‌‌‌‌чудесах» морей.
Общее между всеми этими видами — то, что все они жадны и свирепы. В них никогда не угасает жажда убийства, и они бороздят океаны в поисках судов. Чтобы легче и быстрее двигаться, они выпрыгивают в воздух, падают на суда сверху и разбивают их в щепы. Эти рыбы несъедобны. Они предназначены для того, чтобы быть врагами человека.
Оригинал статьи: http://bestiary.us/idlkveli ‌‌‌‌ ‌‌‌‌‌ ‌‌ ‌‌‌ ‌‌‌‌ ‌‌‌‌ ‌‌‌‌ ‌‌ ‌‌‌ ‌‌ ‌ ‌‌‌‌ ‌‌ ‌‌‌ ‌‌‌ ‌‌‌ ‌‌ ‌‌ ‌‌‌‌неизвестный автор, «королевское зеркало»

## Защита
Известно, что в качестве защиты от таумафискура (и, возможно, от других илхвели) могут использоваться свиная моча, коровий или овечий навоз, трюмная вода, сера, жёванный дягиль, рыбий жир, измельчённые лисьи яйца, можжевельник и тысячелистник. Перед выбрасыванием за борт эти вещества надо поджигать, потому что огонь делает их более устрашающими. Иногда стоккул (стёккюль, блёдкухвалур), таумафискур и тролльвал отвлекались на пустые бочки, выстрелы из пистолета или падающие в воду стволы.

## Разновидности
- Stökkull или Blödkuhvalur — кашалот с головой-тараном и множеством острых зубов на нижней челюсти. Длина от девяти до восемнадцати метров. По молитве Святого Брендана у этого кита выросли складки, застилающие ему глаза. Атакует, наскакивая сверху. Прыгает выше любого корабля, а длина его прыжка составляет половину километра. Чтобы отвлечь его, в море кидали пустые бочки, на которые кашалот отвлекался.
- Katthveli или Katthvalur или Kattfiskur — кит, дельфин или тюлень, морда которого с вибриссами подобна леопардовой, имеются длинные передние лапы с когтями, а из пасти торчат клыки. Силён как лев и голоден как гончая[9]. Длина может составлять от трёх[1] до восьми метров[9]. Маленькие особи подобны мурчащим котятам, их можно приручить[1][9]. Однако, прирученные, как и дикие, любят переворачивать лодки[1], а когда вырастают, могут напасть на своего хозяина.
- Mushveli — «‌‌‌‌мышь-кит». Голова подобна мышиной, тело плавно перетекает в хвост вроде мышиного, имеются две передние лапы, а плавников и задних лап нет. Длина составляет от восьми до пятнадцати метров[10]. В воде разгоняется до невероятной скорости. Может выходить на берег, но на суше он менее быстр и опасен, чем в воде, поэтому быстро сдаётся[10].
- Nauthveli или Nauthvalur — двухцветный зубатый кит с бычьей головой и двумя передними ногами. Туловище постепенно сужается к хвосту и не несёт плавников. Способен испускать ужасающий рёв, подобный рёву обезумевшего стада быков. Рёв слышен на далёких расстояниях и создаёт вибрации, выбивающие вёсла из рук гребцов и сотрясающие землю. От этого рёва скот сходит с ума и ныряет в океан.
- Taumafiskur (рыба-уздечка) или Taumhveli (кит-уздечка) — чёрная рыба или кит с белыми или розовыми полосами от глаз до пасти и от пасти до середины тела[1]. Настолько злопамятный, что запоминает всякого сбежавшего от него.
- Hrosshvalur — кит с рыжей гривой и огромными глазами, его голова и внутренности подобны конским, на хвосте кисть[11]. Покрыт короткой шерстью и дурно пахнет[12]
- Raudkembingur — кит с рыжей гривой, острым клювом и маленькими глазами. Голова у кита красная, словно облита кровью.
- sverdhvalur — кит с острым спинным плавником. Охотится на других китов, вспарывая им брюхо плавником. У своей добычи поедает только язык.
- Vagnhvalur — «‌‌‌‌колесничный кит».
- skeljungur — «‌‌‌‌панцирный кит», отличающийся наличием щитков-пластинок. Об него можно разбиться, как об скалы.
- lyngbakr  — ‌‌ ‌‌кит, покрытый вереском и подобный острову.‌‌‌‌
- ‌‌‌‌Skautahvalur — полностью состоит из хрящей, принимается за остров[13][14].
- Burchvalur — имеет голову в два раза больше остального тела[13][14].